# Górnośląski Okręg Przemysłowy

Parte centrale dell'area

Górnośląski Okręg Przemysłowy (pronuncia [gurnɔɕlɔskʲi ˌɔkrɛŋk pʂɛmɨswɔvɨ], abbreviazione polacca GOP [gɔp], "area industriale dell'Alta Slesia") è una grande regione industriale situata nel sud della Polonia. Si trova principalmente all'interno del Voivodato di Slesia, ed è incentrata su Katowice, capoluogo del voivodato.
È il centro dell'industria carboniera e dell'industria pesante polacca (16,8% della produzione nazionale) ed è anche la seconda area metropolitana più grande in Polonia con circa 2,7 milioni di abitanti (2008). Le città più importanti dell'area sono Bytom, Dąbrowa Górnicza, Gliwice, Zabrze, Jaworzno, Katowice, Chorzów, Ruda Śląska, Sosnowiec e Tychy. Nel 2007 è nata un'associazione di 14 città dell'agglomerato chiamata "Metropolia Silesia" (formalmente Górnośląski Związek Metropolitalny, "associazione metropolitana dell'alta Slesia")
La Górnośląski Okręg Przemysłowy ha un'enorme concentrazione di stabilimenti industriali. In particolare:
- Industria mineraria (più di una decina di miniere di carbone attive, come Katowicki Holding Węglowy e Kompania Węglowa)
- Industria del ferro e dell'acciaio
- Industria dei trasporti (esempio General Motors Manufacturing Polonia e Fiat Auto Poland, Konstal, Bumar Łabędy)
- Industria energetica (più di una decina di centrali e centrali elettriche)
- Industria meccanica
- Industria chimica

La GOP è una delle regioni con maggior pericolo ecologico della Polonia: vi sono emissioni di polveri e gas nonché la presenza di acque reflue industriali.